# Анагола (Гаваї)
Анагола (гав. Anahola — букв. «Смертоносні вітри») — переписна місцевість (CDP) розташована в США, в окрузі Кауаї штату Гаваї. Населення — 2243 особи (2020).

## Географія
Поселення розташоване на Гавайській автотрасі 56, на північно-східному узбережжі острова Кауаї, біля затоки Анахола. За даними Бюро перепису населення США в 2010 році переписна місцевість мала площу 10,40 км², з яких 9,40 км² — суходіл та 1,00 км² — водойми.

## Демографія
Згідно з переписом 2010 року, у переписній місцевості мешкали 2223 особи в 659 домогосподарствах у складі 478 родин. Густота населення становила 214 осіб/км².  Було 754 помешкання (72/км²).
Расовий склад населення:
| - 38,3 % — вихідців з тихоокеанських островів - 17,3 % — білих - 6,4 % — азіатів - 0,6 % — корінних американців - 0,2 % — чорних або афроамериканців |

До двох чи більше рас належало 36,8 %. Частка іспаномовних становила 9,8 % від усіх жителів.
За віковим діапазоном населення розподілялося таким чином: 24,9 % — особи молодші 18 років, 63,0 % — особи у віці 18—64 років, 12,1 % — особи у віці 65 років та старші. Медіана віку мешканця становила 37,3 року. На 100 осіб жіночої статі у переписній місцевості припадало 95,5 чоловіків;  на 100 жінок у віці від 18 років та старших — 95,4 чоловіків також старших 18 років.
Середній дохід на одне домашнє господарство  становив 62 945 доларів США (медіана — 55 313), а середній дохід на одну сім'ю — 72 984 долари (медіана — 62 679). Медіана доходів становила 40 912 долари для чоловіків та 37 051 долар для жінок. За межею бідності перебувало 16,9 % осіб, у тому числі 20,5 % дітей у віці до 18 років та 16,3 % осіб у віці 65 років та старших.
Цивільне працевлаштоване населення становило 798 осіб. Основні галузі зайнятості: мистецтво, розваги та відпочинок — 26,7 %, будівництво — 12,0 %, роздрібна торгівля — 10,9 %, освіта, охорона здоров'я та соціальна допомога — 10,2 %.

## Економіка
Середній дохід на одне домашнє господарство Анахоли склав 41 771 долар США, а середній дохід на одну сім'ю  — 41 302 долара. При цьому чоловіки мали середній дохід в 25 875 долара на рік проти 27 000 доларів середньорічного доходу у жінок. Дохід на душу населення склав 13 829 доларів на рік. 12,4 % від усього числа сімей в місцевості і 14,2 % від усієї чисельності населення перебувало на момент перепису за межею бідності, при цьому 21,5 % з них були молодші 18 років і 4,9 %  — у віці 65 років та старше.